# Kajping

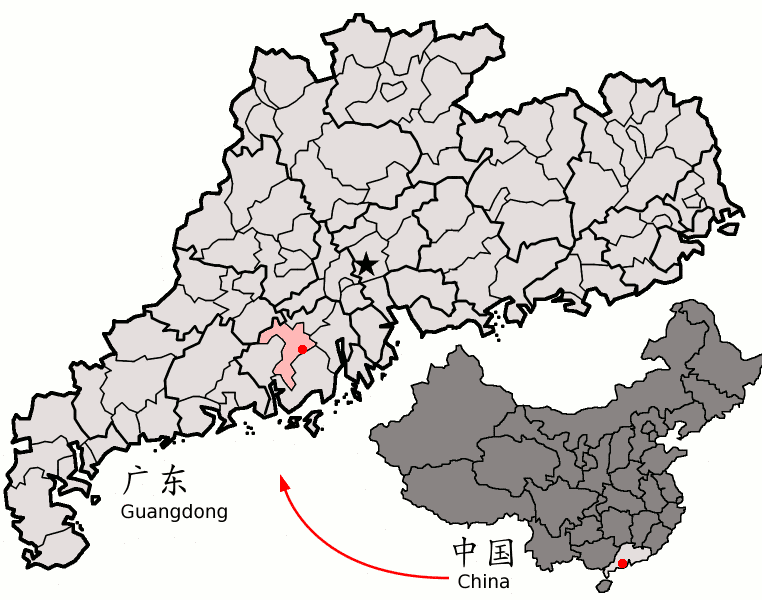
A település Kuangtung tartományban

Kajping (tradicionális kínai: 開平; egyszerűsített kínai: 开平; pinjin: Kāipíng; kantoni: Hoi1 Ping4) vagy Hoi Ping megye szintű város a délkelet-kínai Kuangtung tartományban. Az 1,659 km²-en elterülő várost 2003-as adatok szerint 680 000 fő lakja. Külön nyelvjárásban beszélnek a helyiek. A város népsűrűsége 409,9 fő/km². Az idő a kínai standardnak felel meg, azaz a UTC-hez nyolc órát kell hozzáadni. Az irányítószáma 529312.
Kajping városa 140 kilométerre van a híres Kanton településtől. Kajping három kisebb városból áll: Csangsa, Hszincsang és Tihaj városából. 1993-ban kapta meg a városi rangot.
Kajpingból 2000 körül emigránsok jelentős csoportja indult útnak. Ennek eredményeképpen rengeteg kínai kanadai és kínai amerikai közösség keletkezett. Rengetegen hagyták el Kajpinget és a környező vidéket, így Tajsant, Enpinget és Hszinhujt. Ma már elmondható, hogy több kajpingi származású él szülőföldjétől távol, mint amennyien ott maradtak.
1973-ban például Hongkongban a Hoi Ping-iek indítottak egy kereskedelmi középiskolát. A város nevét őrzi az iskola neve, angolul: Hoi Ping Chamber of Commerce Secondary School.